# Sri Lanka
« Ceylan » redirige ici. Pour les autres significations, voir Ceylan (homonymie).
République socialiste démocratique du Sri Lanka
(ex-Ceylan)
(si) ශ්‍රී ලංකා ප්‍රජාතාන්ත්‍රික සමාජවාදී ජනරජය 
(ta) இலங்கை சனநாயக சோசலிசக் குடியரசு 
(en) Democratic Socialist Republic of Sri Lanka 
Le Sri Lanka, en forme longue la république socialiste démocratique de Sri Lanka ou république démocratique socialiste du Sri Lanka (en singhalais : ශ්‍රී ලංකා, Śrī Laṃkā /ʃriː laŋkaː/ et ශ්‍රී ලංකා ප්‍රජාතාන්ත්‍රික සමාජවාදී ජනරජය, Srī Lankā prajātāntrika samājavādī janarajaya ; en tamoul : இலங்கை, Ilaṅkai, /ilaŋɡaj/, et இலங்கை சனநாயக சோஷலிசக் குடியரசு, Ilaṅkai jaṉanāyaka sōsalisa kuṭiyarasu ;  en anglais : Sri Lanka et Democratic Socialist Republic of Sri Lanka), est un État insulaire de 65 610 km2 du sous-continent indien, situé au sud-est de l'Inde et à l'est des Maldives, et peuplé d'environ vingt-deux millions d'habitants.
Le pays était auparavant nommé Tambapanni par ses premiers habitants, Taprobane par les Grecs de l'Antiquité, Serendip (ou Serendib)  par les Arabes, puis Ceylan jusqu'en 1972.
Le pays présente une diversité religieuse, culturelle et linguistique marquée. La religion d'État est le bouddhisme mais il existe une importante minorité hindouiste (un quart des srilankais) et des minorités moins nombreuses musulmanes et chrétiennes. Le Sri Lanka possède deux langues officielles reconnues par la Constitution du pays à parts égales, le singhalais et le tamoul. La première est prédominante dans la plus grande partie du pays, car environ 87 % des habitants parlent singhalais et environ 28,5 % parlent tamoul.
La population est constituée de Cingalais qui sont majoritairement bouddhistes, Tamouls et autres Indo-Srilankais hindouistes, Malais et Indo-musulmans, Chinois et autres.

## Géographie
Le Sri Lanka est baigné par la mer des Laquedives (à l'ouest) et par le golfe du Bengale (au nord-ouest et  à l'est). Il se situe à une trentaine de kilomètres au sud-est de l'Inde, les deux pays étant séparés au nord par le détroit de Palk et au sud par le golfe de Mannar, mais quasiment reliés par le pont d'Adam. Sa superficie est de 65 610 km2. La plus grande partie de l’île est formée de plaines comprises entre 30 et 200 mètres d'altitude, avec une petite zone montagneuse centrale, le Massif central srilankais, comportant le point culminant : le mont Pidurutalagala, à 2 524 m. Une bande sableuse littorale entoure l'île. Le relief est marqué par une érosion massive, en raison de la pluviométrie due à la mousson.

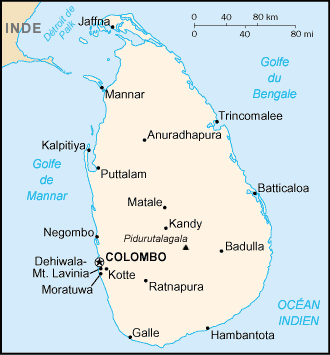
Carte du Sri Lanka.

La population s’élève en 2010 à plus de 20,4 millions d'habitants. Les principales villes sont Colombo (capitale économique, 752 993 habitants en 2012), Negombo (127 754 hab.), Kandy (125 351 hab.), Kalmunai (106 783 hab.), Vavuniya (99 653 hab.) et Galle (99 478 hab.). Les villes autour de Colombo sont Dehiwala-Mount Lavinia (245 974 hab.), Moratuwa (207 755 hab.). L'agglomération la plus septentrionale du pays, Jaffna (88 138 hab.), qui était autrefois la seconde zone urbaine du pays, a perdu son importance démographique à la suite des conflits qui l'ont particulièrement affectée. La capitale administrative est Sri Jayawardenapura Kotte, située à 7 km au sud-est de Colombo.

## Histoire

### Préhistoire
Au cours du dernier million d'années, le Sri Lanka a été connecté au sous-continent indien durant les périodes glaciaires lorsque le niveau de la mer était 180 mètres plus bas qu'actuellement, la dernière séparation s'étant produite il y a environ 6 000 ans. Pour cette raison, il est impossible de considérer la préhistoire sri-lankaise séparément de celle de l'Inde. Les premières traces d'activités d'hominidés au Sri Lanka datent d'il y a 125 000 ans, à plus de 500 000 ans.
Les premières colonies d'humains anatomiquement modernes remontent à 48 000 ans.
Les plus anciens habitants connus de l'île sont les Vedda, une ethnie qui ne compte plus aujourd'hui que 2 500 personnes.

### Antiquité

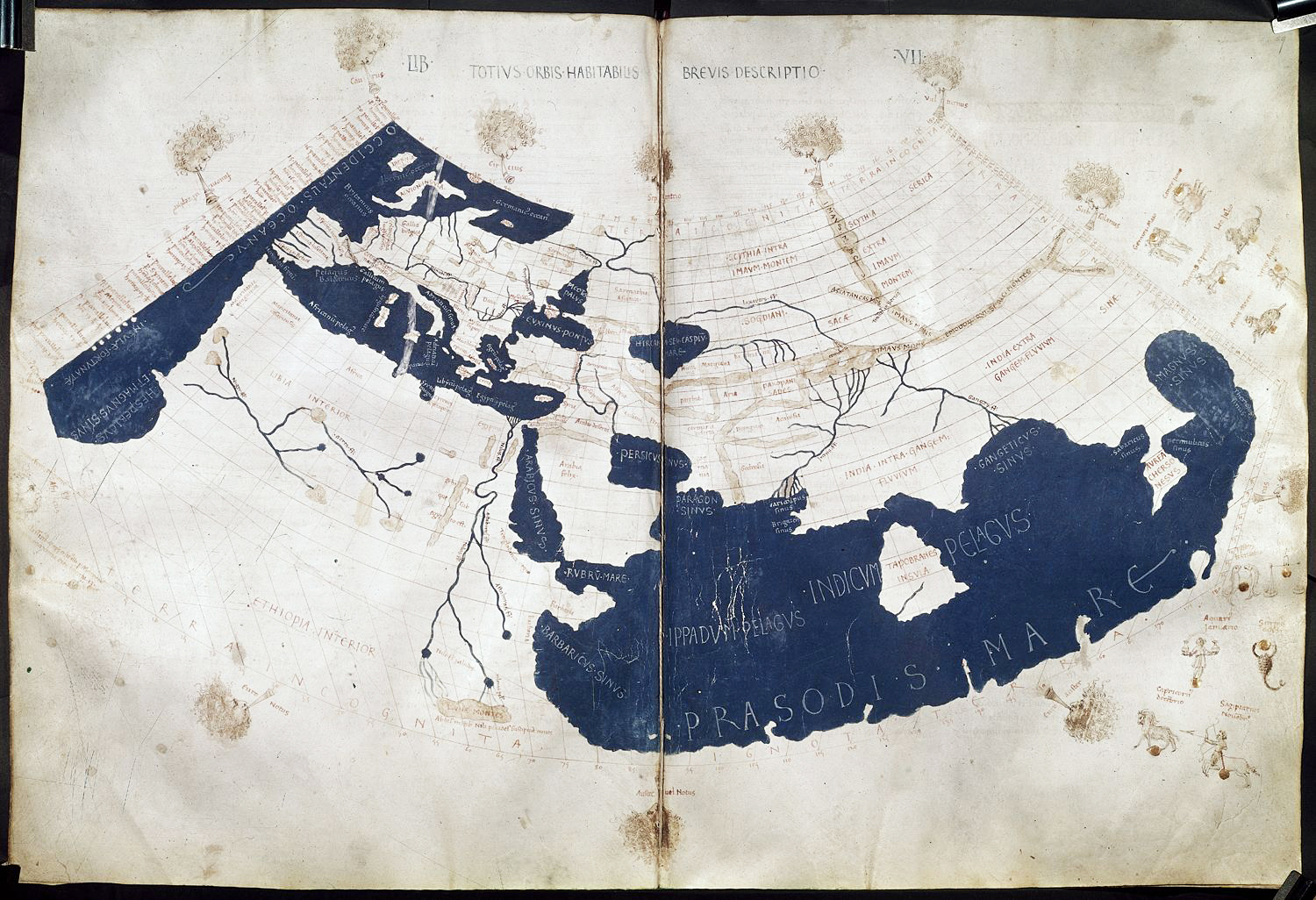
Carte du monde selon Ptolémée en -150, l'île de Taprobane y est surdimensionnée

L'un des premiers textes faisant possiblement référence à l'île est le Ramayana, dont deux épopées mythologiques relatent des événements datés entre le IIIe siècle av. J.-C. et le IIIe siècle de notre ère.
Cette île serait l'île de Taprobane que l'on trouve chez Ptolémée (aussi appelée, Zeilan, c'est-à-dire Ceylan, chez Thomassin, d'après un certain Bochart qui pense que Salomon s'y serait approvisionné en or). Elle joua un rôle important dans les échanges commerciaux maritimes pendant l'Antiquité et elle est citée dans Le Périple de la mer Érythrée.

Le bouddhisme fut probablement introduit dans l'île au IIIe siècle av. J.-C., par le fils de l'empereur indien Ashoka.

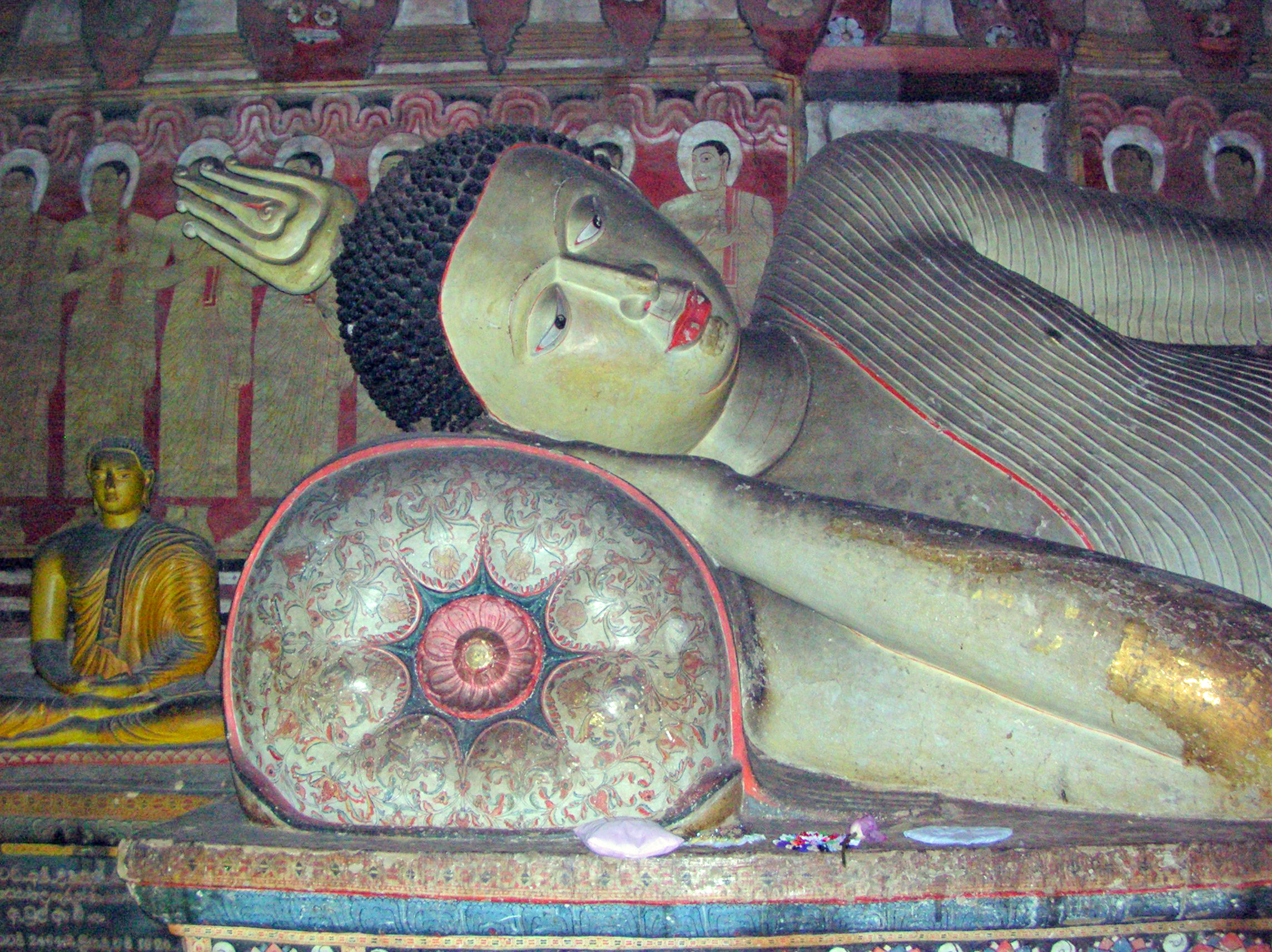
Statue de Bouddha à Dambulla.

#### Royaume d'Anuradhapura (-377 à 1017)
Une civilisation prospère se développa dans des villes comme Anurâdhapura. Cette civilisation, au cours du Ve siècle, créa une « hydrocratie » sous l'influence du bouddhisme, autour d'immenses réservoirs d'eau artificiels (comme dans l'Empire khmer).
Le Mahavamsa (« la grande généalogie ») est un texte écrit (IVe siècle) en pâli par le moine Mahanama. Ce texte raconte les histoires des rois cingalais et dravidiens de l'île. Il couvre une période qui s'étend de l'avènement du roi Vijaya en 543 av. J.-C. au règne du roi Mahasena (334-361 apr. J.-C.). Le Culavamsa, ou « la petite généalogie » a continué cette tradition écrite jusqu'au XIXe siècle. Depuis 1070, singhalais en majorité bouddhistes et Tamouls en majorité hindouistes, sont présents sur la plus grande partie du territoire.
Les dynasties du Rajarata furent à l'origine de cinq royaumes qui se partagèrent le Sri-Lanka durant l'Antiquité, l'Antiquité tardive et le haut Moyen Âge, mais les sources étant fragmentaires, leur histoire, leurs durées et même leur étendue précise sont mal connues ; il s'agit des royaumes suivants :
- Royaume de Tambapanni, fondé en 543 av. J.-C. par le Prince Vijaya.
- Royaume d'Upatissa Nuwara fondé en 505 av. J.-C. par le Roi Upatissa.
- Royaume d'Anuradhapura fondé en 377 av. J.-C. par le Roi Pandukabhaya.
- Sigiriya fondé en 495 par le Roi Kassapa I.
- Royaume de Polonnaruwa fondé par le Roi Vijayabahu I.

#### Empire Chola (1017 à 1070)
Les royaumes du Rajarata (Anuradhapura en particulier) se distinguent aussi par leurs relations étroites avec les États du sud de l'Inde, notamment les Cheras et les Pandyas, avec lesquels ils formeront une alliance face à la thalassocratie Chola. Quelques incursions Cholas ont eu lieu tout au long de l'histoire du Rajarata, avec au Ier siècle av. J.-C. une invasion remarquée de l'île par Ellalan, un membre présumé de la dynastie Chola qui se fait roi d'Anuradhapura et y règne durant une quarantaine d'années, avant d'être détrôné par le prince de Ruhuna Dutugamunu.
C'est entre la fin du Xe siècle et le XIe que les Cholas, en expansion sous les règnes de Rajaraja I et de Rajendra I, réalisent une conquête majeure de l'île et son intégration à leur empire. En 993 Mahinda V d'Anuradhapura est contraint de fuir vers le Ruhuna et sa capitale prise et mise à sac. En 1017, le Rajarata est intégralement passé sous le contrôle Chola et Mahinda V est fait prisonnier puis exilé en Inde. Seules les franges méridionales de l'île, alors domaine de la principauté de Ruhuna, parviennent à s'émanciper de leur pouvoir. Les Cholas font de Polonnaruwa, à l'origine un simple bastion, leur capitale sur l'île. Leur occupation prend fin en 1070 avec la reconquête de l'île par Vijayabahu I, alors souverain de Ruhuna.

### Moyen Âge

#### Royaume de Polonnaruwa (1056 à 1232)
Durant la seconde moitié du XIe siècle, l'ensemble de Ceylan est réuni sous Vijayabahu I, ancien prince de Ruhuna, qui se fait couronner roi de l'île et fonde le royaume de Polonnaruwa, organisé autour de l'ancien chef-lieu chola.
D'après des textes singhalais, la partie méridionale de l'île aurait subi deux attaques de la part de Çandrabhanu, souverain de la principauté malaise de Tambralinga (aujourd'hui Nakhon Si Thammarat dans le Sud de la Thaïlande). La première aurait eu lieu en 1247. Çandrabhanu est défait par le roi Parâkramabâhu II (règne 1236-1270), mais il réussit néanmoins à prendre le contrôle du nord de l'île. Çandrabhanu lance une seconde attaque en 1262, cette fois-ci avec l'aide de forces tamoules et singhalaises. Il est de nouveau défait et cette fois tué en combat. L'influence de Tambralinga disparaît au XIVe siècle. Si l'on excepte l'influence malaise à Madagascar, cet épisode est le seul exemple d'une expédition venant du Sud-Est asiatique, en dehors des limites de cette région.

#### Empire Pandya (1258 à 1309)
Les souverains de Polonnaruwa, notamment sous Parakramabahu I, s'impliquent dans les affaires politiques de l'Inde méridionale. Allié aux Pandyas de Madurai face à un ennemi commun Chola, Parakramabahu I est notamment un des acteurs de la guerre civile pandyenne entre 1169 et 1177. À la disparition de ce dernier, le royaume connaît une longue période d'instabilité, avec une succession par son épouse Lilavati à plusieurs reprises interrompue par des coups d'État et des usurpations du trône. C'est dans ce contexte que se produit une première occupation sur l'île en lien avec les Pandyas, réalisée par Parakrama Pandya II, un descendant présumé de Parakrama Pandya I. D'après le Chulavamsa, celui-ci renverse un usurpateur au trône de Polonnaruwa en 1210 et y remet en place Lilavati, qu'il renversera cependant en 1212 et tiendra au pouvoir jusqu'en 1215, chassé par Kalinga Magha.
C'est durant l'ère impériale des Pandyas, entre le XIIIe siècle et le XIVe siècle, que ceux-ci occupent de façon pérenne l'île. Jatavarman Sundara Pandya I envahit le nord de l'île en 1258, alors sous la domination de Çandrabhanu de Tambralinga, et en fait une vassalité de l'empire. Autour de 1263, Jatavarman Vira Pandya, son frère et co-régnant, mène une offensive sur l'île à la suite des troubles causés par Çandrabhanu et ses guerres d'expansion vers le sud, notamment avec Dambadeniya,. Les Pandyas parviennent à maintenir un certain contrôle sur l'île jusqu'en 1309, dernière année de règne de Maravarman Kulasekara Pandya I, dont la disparition entraîne une guerre de succession et le déclin de l'empire pandya.  

#### Royaume de Jaffna (1215 à 1624)
La fondation du royaume de Jaffna est attribuée à Kalinga Magha ou Magha le Tyran, un envahisseur venu du Kalinga, dans l'Inde orientale. Magha intervient au Sri Lanka durant le règne troublé de la reine Lilavati sur Polonnaruwa, parvenant à y ravir le pouvoir des mains de Parakrama Pandya II en 1215. Il règne en tant que souverain de Polonnaruwa jusqu'en 1236, année où Parakramabahu II de Dambadeniya le déloge de la cité et le contraint à prendre retraite dans l'extrême nord de l'île, où il s'installe sur la péninsule jaffnaise. Cependant autour de 1250, le royaume de Magha tombe sous les assauts de Çandrabhanu de Tambralinga, qui s'empare du nord de l'île et en fait sa base pour attaquer le reste du territoire.
Vassalisé aux Pandyas autour de 1258, le régime de Çandrabhanu s'effrite cependant sous le règne de son successeur Savakanmaidan. Le refus de verser tribus à ses suzerains entraîne une invasion de ceux-ci, conduite par Maravarma Kulasekara Pandya I vers 1277, et qui se conclut par la fin de l'emprise Tambralinga sur l'île. Une figure aux origines controversées, Kulasekara Cinkaiariyan, prend le contrôle du nord de l'île pour le compte de l'empire Pandya, et aurait fondé la dynastie des Ârya Chakravarti. Cette dynastie établie dans la péninsule jaffnaise, s'émancipera peu après des Pandyas.

### Période coloniale

#### Colonisation portugaise (1505 à 1658)
Les Portugais ont principalement étendu leur domination sur les territoires du royaume de Kotte et des villages Vannimai du Nord de Ceylan. L'arrivée des Portugais sur l'île était accidentelle sachant qu'ils étaient venus pour le commerce de la cannelle.
Le Portugal va maintenir sa domination sur l'île de 1505 à 1658.
En 1638, le royaume de Kandy voisin signe le traité de Kandy avec l'Empire colonial néerlandais pour chasser les Portugais. Ces derniers sont vaincus en 1658.

#### Colonisation néerlandaise (1658 à 1796)
Après la signature du traité de Kandy en 1638, le roi Râjasimha II désigne les Hollandais comme nouveaux protecteurs de l'île. Une guerre éclate donc entre les Pays-Bas et le Portugal pour le contrôle de l'île (guerre néerlando-portugaise). Les Pays-Bas en prennent définitivement le contrôle en 1658.

#### Colonisation britannique (1796 à 1948)
L'Empire britannique intégra l'île de Ceylan en tant que province en 1796 au détriment des Hollandais. Le territoire devint officiellement une colonie entre 1802 et 1948. Au début ce territoire ne comprenait pas le royaume de Kandy, devenu un protectorat en 1815, mais à partir de 1817 les possessions britanniques couvrent toute l'île de Ceylan. Ce contrôle britannique fut confirmé au congrès de Vienne, en 1814 et 1815 puis par la convention de Kandy de 1815.
Très rapidement, les Kandyens se sont rebellés et ont mené une guérilla. Le mécontentement à l'égard des activités britanniques se transforma bientôt en rébellion ouverte, débutant dans le duché d'Uva en 1817. Ces batailles sont connues sous le nom de rébellion d'Uva, ou encore de Troisième Guerre de Kandy. Elle se termina après une sanglante répression de la part des Britanniques. La principale cause de la rébellion était religieuse ; les Kandyens voyant les Britanniques comme une menace envers leurs traditions bouddhistes, considérées par les insulaires comme faisant partie intégrante de leur vie. Ce fut le dernier soulèvement de ce genre. La réaction brutale de la Grande-Bretagne, en massacrant tous les rebelles, ayant servi d'avertissement au reste de la communauté. C'est après cette rébellion que le royaume de Kandy a été annexé à Ceylan en 1817.
L'administration anglaise introduisit au XIXe siècle la culture du thé, ainsi qu'un réseau ferroviaire.
Les politiques racistes de G. G. Ponnambalam, dirigeant tamoul, et de son homologue singhalais, Solomon Bandaranaike, déclenchèrent, pendant les années 1930, des troubles entre les deux communautés. Les premiers affrontements eurent lieu en 1939, après un discours enflammé du dirigeant tamoul G. G. Ponnambalam. Par contre, les actions indépendantistes furent non-violentes et adoptèrent une approche progressive et constitutionnelle.

### Indépendance et guerre civile
La colonie britannique de Ceylan obtient son indépendance le 4 février 1948.

#### Commonwealth (1948-1972)
Le Dominion de Ceylan demande à devenir membre des Nations unies, mais l'URSS met son veto, parce qu'elle estime que Ceylan n'est alors qu'un état fantoche du Royaume-Uni. Il obtiendra le statut de membre le 14 décembre 1955.

#### Guerre civile (1983-2009)

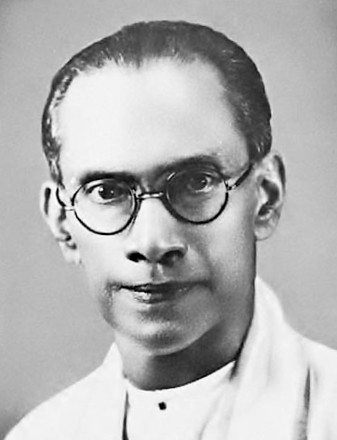
Solomon Bandaranaike

La Seconde Guerre mondiale retarda les troubles ethniques sur l'île et un gouvernement modéré, dirigé par Don Stephen Senanayake, Premier ministre, déclara l'indépendance le 4 février 1948. Lors de l'indépendance, les dirigeants refusèrent de rejoindre l'Union Indienne, rappelant la spécificité du pays, dont sa majorité bouddhiste. Après la mort de Senanayake, une coalition nationaliste singhalaise menée par Bandaranaike gagna les élections. Le gouvernement de S. W. R. D. Bandaranaike, au pouvoir en 1956, instaura le singhalais comme seule langue officielle, première loi emblématique discriminante à l'égard de la minorité tamoule.
Les Tamouls, surtout le parti souverainiste tamoul (Tamil Arasu Kachchi), organisèrent des manifestations pacifiques contre l'usage d'une langue officielle unique. En 1958 un pogrom anti-Tamouls fait 500 victimes et en 1959 S. W. R. D. Bandaranaike est assassiné par un moine bouddhiste, en raison de la possibilité qu’il cède à l’égalitarisme entre les Tamouls et les Cinghalais. En 1972, le bouddhisme est décrété religion d'État et l'admission des Tamouls à l'université devient sélective. En effet, pour une même place universitaire, les étudiants tamouls doivent récolter un minimum de points plus élevé que leurs homologues cinghalais.
Après avoir longtemps combattu pour leurs droits de manière pacifique à travers des manifestations, les Tamouls et très majoritairement les jeunes, prennent alors les armes sous forme de plusieurs groupes de guérilla. En 1977, une modification de la loi sur la langue officielle reconnaît à nouveau le tamoul comme langue officielle.
Une guerre civile prend de l'ampleur à compter de 1983 : elle oppose le gouvernement central à l'organisation des Tigres de libération de l'Îlam tamoul (en anglais LTTE – Liberation Tigers of Tamil Eelam), conduite par Velupillai Prabhakaran, et devenue unique représentante de la résistance armée. En prenant en compte les événements d'avant la guerre proprement dite, cette guerre civile a causé la mort de plus de 100 000 personnes et près de 150 000 disparus depuis 1972. Encore aujourd’hui, les familles et proches des disparus attendent une réponse de la part du gouvernement concernant le sort de ces personnes disparues.

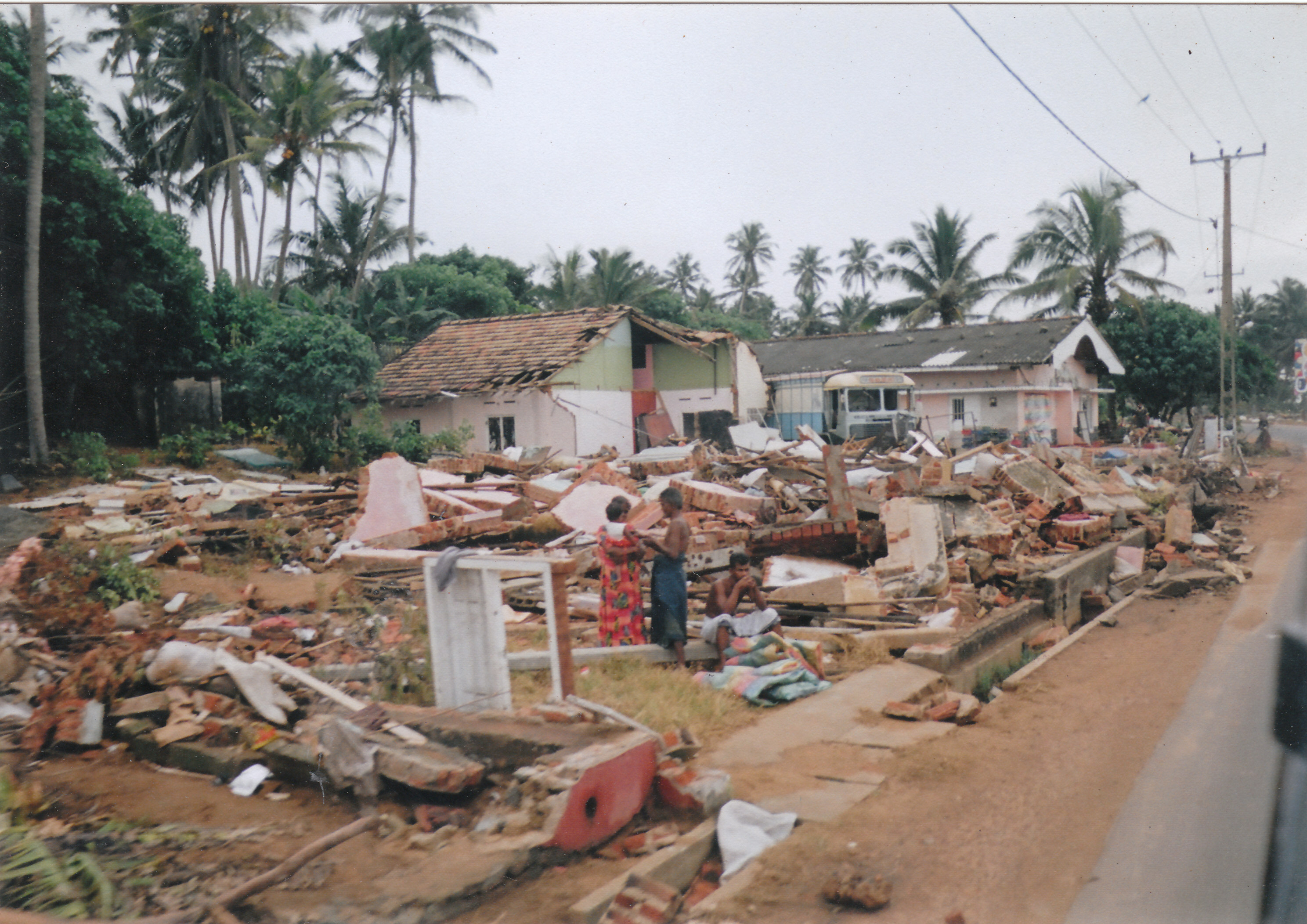
Tsunami de décembre 2004

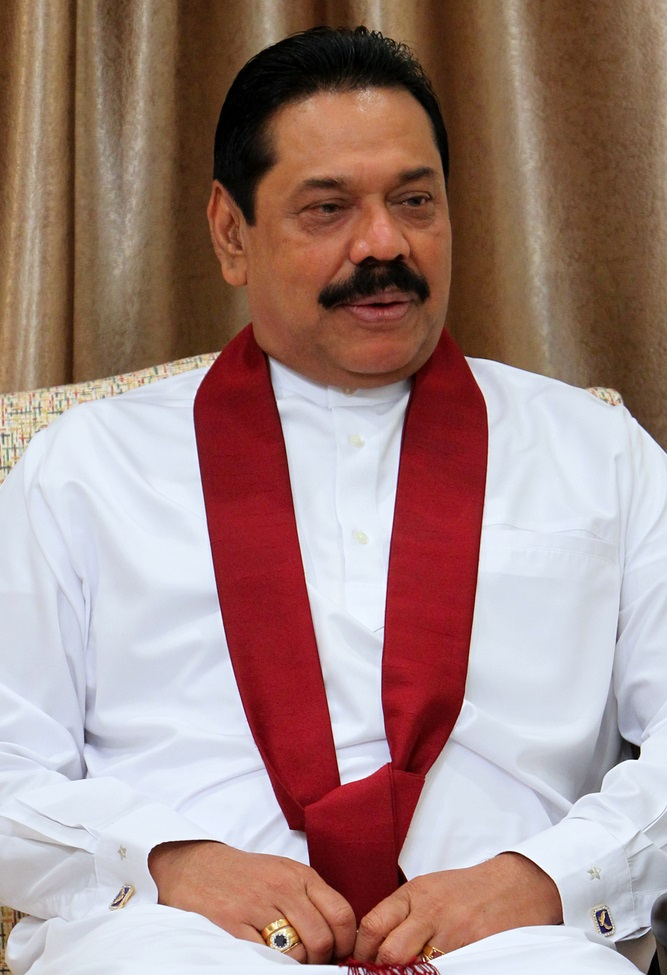
Mahinda Rajapakse, Premier ministre, 2012

Le Sri Lanka a été gravement touché par le tsunami du 26 décembre 2004, qui provoqua environ 31 000 morts et de très importants dégâts matériels.
Après la trêve de 2002-2005, le conflit s'accélère et entre dans une phase décisive en 2009. Avec l'appui logistique de la Chine et du Pakistan, le président Rajapakse (élu sur un programme ultra-sécuritaire) mène une « guerre contre le terrorisme » dont il veut purger le pays. L'offensive est particulièrement sanglante avec 40 000 morts selon des estimations qui ne prennent pas en compte plusieurs dizaines de milliers de disparus (dont une grande partie de civils). L'ONU estime que dans cette phase ont été commis de part et d'autre des crimes de guerre et des crimes contre l'humanité, le gouvernement sri-lankais ayant refusé toute aide humanitaire.
Les LTTE cessent le combat le 17 mai 2009 après l'annonce de la mort de M. V. Prabhakaran. Le chef de l’État sri-lankais Mahinda Rajapakse déclare solennellement le 19 mai 2009 devant le Parlement la victoire de la République démocratique et socialiste du Sri Lanka.
En 2011 la RDS du Sri Lanka continue de percevoir des fonds importants de l'ensemble de la Communauté internationale sous forme d'aide au développement et à la reconstruction. Des ONG locales (les autres restant interdites) s'occupent d'améliorer la situation des 300 000 Tamouls qui ont tout perdu lors du conflit et sortent sporadiquement des camps de réfugiés sous contrôle militaire où ils ont vécu plusieurs mois.
En absence d'observateurs ou de journalistes étrangers, le gouvernement n'a pas de comptes à rendre sur ses velléités de dialogue, mais il est à signaler que son budget d'armement n'a pas baissé depuis 2009. Au contraire, les effectifs militaires du pays ne cessent d’augmenter avec notamment une présence accrue dans les régions tamoules. L’armée sri-lankaise est même accusée d’exproprier des terrains appartenant à la population tamoule pour y construire des complexes hôteliers ou des bases armées.
Des ONG dénoncent le fait que le gouvernement a abandonné les populations tamoules et a donné les pleins pouvoirs et assuré l'impunité à l'armée dans les régions tamoules depuis la fin de la guerre contre les terroristes du LTTE.
Lors de la 46e session du Conseil des droits de l'homme des Nations unies, en 2021, il a été voté que les responsables de crimes de guerre sri-lankais rendent des comptes et que les éléments de preuves à leur encontre soient protégés. En effet, avec le retour au pouvoir des frères Rajapaksa, accusés d’être les responsables des divers massacres de fin de guerre, les signataires de cette motion ont démontré une « vive inquiétude face aux tendances constatées au cours de l’année écoulée, qui constituent un signe avant-coureur clair d’une détérioration de la situation des droits de l’homme au Sri Lanka ».
Le 8 janvier 2021, l'armée sri-lankaise détruit un monument commémorant le massacre de Mullivaikkal. À la suite de cet événement, une vague d’indignation et protestations a eu lieu sur les divers réseaux sociaux. Le hashtag « #GenocideSriLanka » a même été grandement mis en avant par la jeunesse de la diaspora tamoule sur Twitter pour expliquer les oppressions et inégalités subies par le peuple tamoul subissant discrimination.

### Instabilités d'après-guerre

#### Crise constitutionnelle de 2018
Entre le 26 octobre 2018 et le 15 décembre 2018, il y a deux Premiers ministres en fonction. À force de pression, le président Maithripala Sirisena a nommé l'ancien président Mahinda Rajapaksa le 26 octobre 2018, mais le renvoi du Premier ministre en place, en cohabitation, lui est interdite par l'article 19A de la constitution du Sri Lanka. L'Assemblée dissoute par le Président a été rétablie par la Cour suprême en décembre 2018.

#### Crise économique de 2021
L'économie du Sri Lanka subit depuis le 1er septembre 2021 une crise économique sans précédent, avant tout liée à l'échec d'un système économique fragile, basé sur le tourisme et les exportations. Après les attentats de 2019, puis la pandémie de covid-19 en 2020, l'île s'est vidée de ses touristes. Le Sri Lanka est par ailleurs très dépendant du commerce extérieur : l'île consacre une grande partie de ses terres agricoles à la production de thé destinée à l'exportation, au détriment de l'autonomie alimentaire du pays. La transition vers l'agriculture biologique, elle, s'est faite trop brutalement.

#### Crise politique de 2022
À la suite de la crise du Covid-19, le Sri Lanka est plongé dans une crise économique sans précédent, ce qui provoque la démission de Mahinda Rajapaksa alors premier ministre le 9 mai 2022 et de violents heurts qui font au moins 9 morts et 139 blessés.
Le 9 juillet, à la suite d'importantes manifestations, le président Gotabaya Rajapaksa, en fuite après que le palais présidentiel a été pris d'assaut par les manifestants, annonce sa démission, effective le 13 juillet pour une transition "pacifique". La famille Rajapaksa dont les deux frères étaient respectivement premier ministre et président, sont accusés par les manifestants de détournement d'argent; ils quittent alors tous les deux le pouvoir, le 9 mai (pour le premier ministre) et le 13 juillet (pour le président).
Le premier ministre, Ranil Wickremesinghe annonce de son côté réunir le parlement d'urgence et se dit également prêt à démissionner. Il est finalement élu en tant que Président le 20 juillet.

## Politique et administration
Le peuple élit un président pour un mandat de cinq ans renouvelable deux fois depuis la révision constitutionnelle du 28 avril 2015. Il est à la fois le chef d'État, le chef du gouvernement et le commandant en chef des forces armées. Le président est responsable devant le Parlement de ses actes et du respect de la Constitution et des lois. Il peut être révoqué par un vote des deux tiers des parlementaires avec l'accord de la Cour suprême. Le président nomme et dirige un cabinet de ministres, qui sont responsables devant le parlement. L'actuel président de la République est Anura Kumara Dissanayaka depuis le 23 septembre 2024.
Le parlement est monocaméral et comprend 225 parlementaires élus au suffrage universel dans chaque province au scrutin proportionnel plurinominal pour un mandat de six ans. Le président peut dissoudre le Parlement et provoquer de nouvelles élections une fois par an. Le Parlement vote les lois. Le président du Parlement (speaker) est élu par les parlementaires.
Après plus d'un quart de siècle, la guerre civile qui a ravagé le pays a connu son épilogue en mai 2009.

### Alliances et partis politiques
Le pays est basé sur le système de Westminster propre aux pays ayant fait partie de l'Empire britannique, avec un parti au pouvoir, et un parti d'opposition. Depuis l'indépendance en 1948, le pouvoir est partagé entre les mains de deux partis mastodontes : le Parti national uni représentant la droite singhalaise conservatrice et libérale ; et le Parti de la liberté du Sri Lanka représentant la gauche singhalaise socialiste. Ces deux partis ont mis en place un système d'alliance politique qui a verrouillé le choix des électeurs entre ces deux partis.

### Divisions administratives
Le Sri Lanka possède neuf provinces, elles-mêmes divisées en 25 districts.
Villes importantes :
- Colombo, plus grande ville et capitale économique ;
- Sri Jayawardenapura Kotte ; capitale administrative ;
- Jaffna ;
- Galle ;
- Kandy, ancienne capitale, 520 m d'altitude, 120 000 hab. Temple de la Dent de Bouddha, lac artificiel ;
- Nuwara Eliya, station d'altitude (2 040 m) ;
- Trinquemalay, située dans une baie, sur la côte est ;
- Batticaloa.

## Économie

Évolution du PIB par habitant de Sri Lanka.

Le produit intérieur brut (PIB) du Sri Lanka était d'environ 82 milliards de dollars en 2015. Quelques indicateurs économiques pour 2015 :
- PIB réel (milliards $) : 76,3 ;
- PIB réel par habitant : 3 967 $ US ;
- taux de chômage : 4,6 % ;
- dette publique : 76 % ;
- croissance : 4,8 % ;
- inflation : 0,9 % ;
- balance des paiements (milliards $) : −2,1 ;
- importations : 27,96 % ;
- exportations : 20,53 % ;
- balance commerciale (en % du PIB) : - 7.43 ;
- transferts de revenus des travailleurs émigrés : + 13,4 % ;
- dépenses publiques de santé : 1,96 % du PIB ;
- dépenses militaires : 2,53 % du PIB.

En 2024, le Sri Lanka est classé en 89e position pour l'indice mondial de l'innovation.

### Répartition du Produit intérieur brut

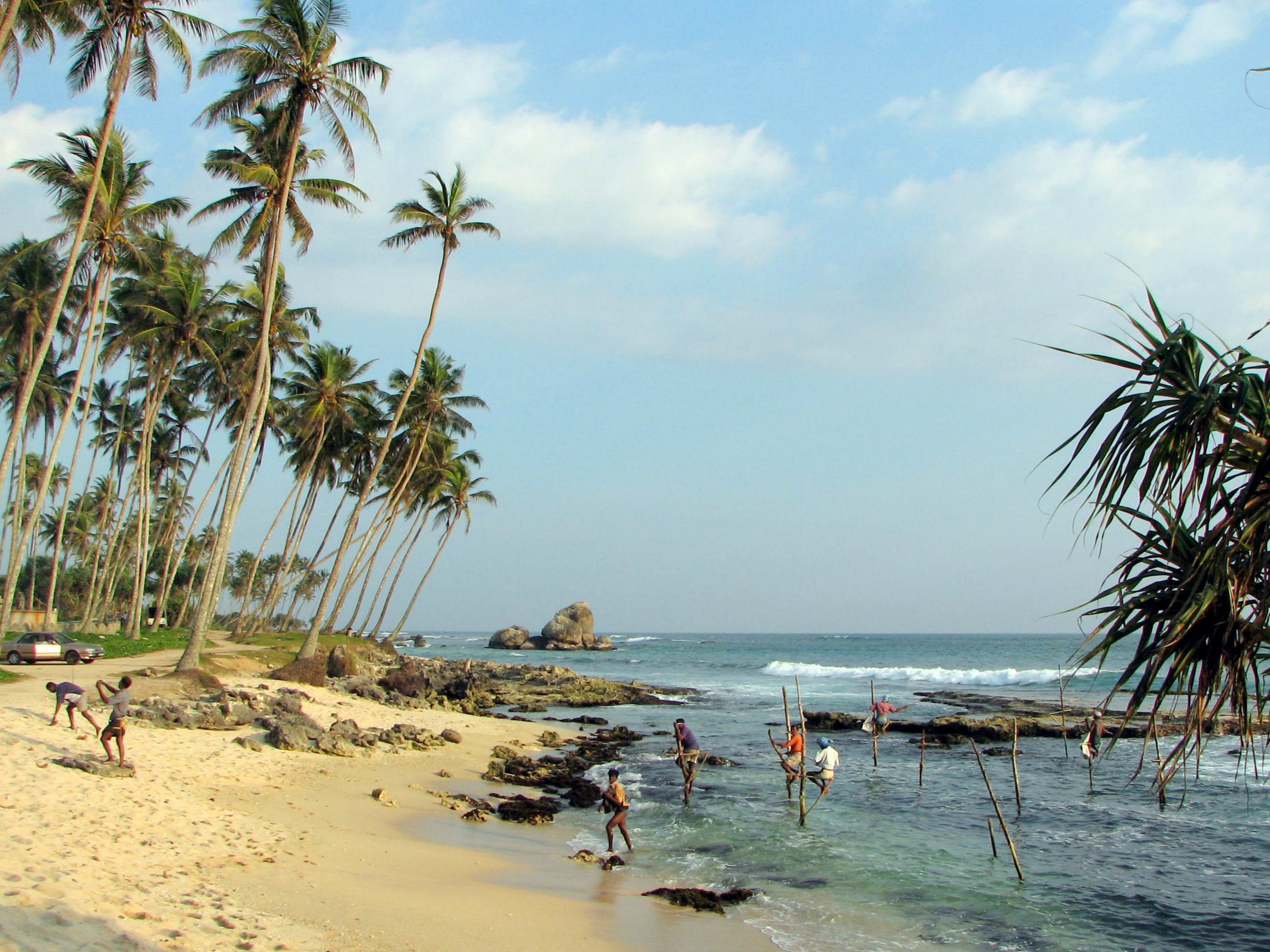
Pêcheurs sur échasses près de Unawatuna.

Le PIB se répartit de la façon suivante :
Le secteur primaire correspond à 12,6 % du PIB. Au Sri Lanka, on cultive surtout le thé, le riz, la canne à sucre, toutes sortes de grains, les épices, des fruits et légumes, le latex, la noix de coco et on élève bœufs et poissons.
Pour ce qui est du secteur secondaire, il représente 29,7 % du PIB. Parmi les plus importantes industries, il y a l'industrie du thé, le traitement du caoutchouc, de la noix de coco, du tabac et plusieurs autres matières premières agricoles. On parle aussi de développement dans le secteur fruitier.
Le secteur tertiaire prend la plus grande place avec 57,7 % du PIB : le tourisme, les télécommunications, l'assurance et le secteur bancaire, le textile, le ciment, le raffinage du pétrole, des services de technologie de l'information et de la construction. Sur les 18 aéroports du pays, 14 sont bétonnés. Il y a 1 449 km de voies ferrées et 91 907 km de routes.

## Démographie

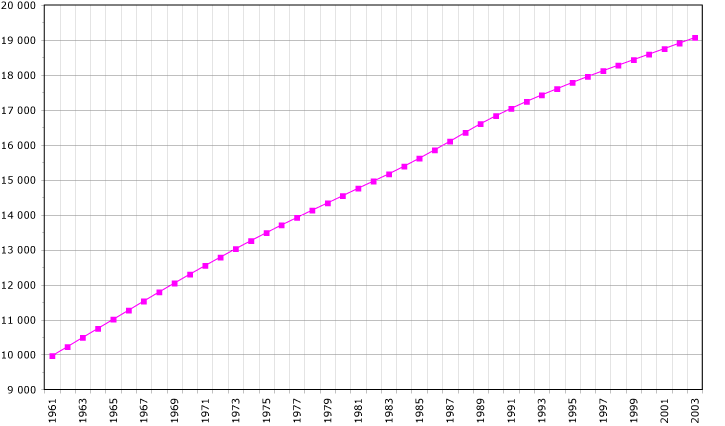
Évolution de la démographie entre 1961 et 2003, en milliers d'habitants (chiffres de la FAO, 2005).

En 2016, la population du Sri Lanka est estimée à 22,23 millions d'habitants. Quelques données démographiques pour 2015 :
- taux de croissance démographique annuel : 0,93 % ;
- densité : 334 habitants/km2 ;
- population urbaine : 18,36 % ;
- taux de mortalité : 6,31 ;
- composition ethnique[49] :
  - Cingalais : 74,9 %,
  - Tamouls autochtones : 11,2 %,
  - Tamouls d'origine indienne : 4,2 %,
  - Maures : 9,2 %,
  - autres : 0,5 % ;
- indice de développement humain en 2021 : 0,782[14] ;
- taux d'alphabétisation : 91 %.

### Santé
- Espérance de vie : 70 ans
- Indice de fécondité (2000-2005) : 2
- Taux de mortalité infantile : 17 ‰
- Population de moins de 15 ans : 24,8 %
- Population âgée de 65 ans et plus : 5,8 %

Le Sri Lanka a été, pendant des décennies, un des pays avec le plus haut taux de suicides au monde. Toutefois, le nombre de suicides est passé du record de 8 449 morts soit 46,6 ‰ en 1995 à 4225 soit 21 ‰ en 2007. Cette baisse peut s'expliquer par diverses mesures prises au milieu des années 1990 dont la principale a été la décriminalisation du suicide en éliminant la honte qui lui est liée.

## Droits de l'homme
Le non-respect des droits de l'homme au Sri Lanka a été dénoncé par de nombreuses organisations, dont Amnesty International, Human Rights Watch et le département d'État des États-Unis.

### Torture
Outre les nombreuses exactions commises pendant la guerre civile, un rapport récent de Free from Torture montre que le gouvernement continue à pratiquer la torture de façon courante.

### Viol et violence contre les femmes
Les femmes sont victimes de nombreuses violences, et l'inaction des pouvoirs publics est dénoncée par plusieurs organismes, dont l'Organisation suisse d'aide aux réfugiés. Un rapport de l'Organisation des Nations unies de septembre 2013 a révélé, quant à lui, que 97 % des violeurs au Sri Lanka n'étaient pas inquiétés par la justice.
En avril 2014, un projet de loi vivement critiqué par la presse internationale envisage de permettre aux violeurs d'épouser leur victime pour éviter des sanctions judiciaires. Le président de l'Assemblée nationale Chamal Rajapaksa (en) a quant à lui déclaré que les violences faites aux femmes relevaient de leur propre responsabilité et certainement pas de celle des hommes. En 2018, quelques jours après l'abolition d'une loi de 1979 qui interdisait aux femmes d'acheter de l'alcool, le président du Sri Lanka a finalement décidé de la remettre en vigueur[réf. souhaitée].

### Extrémisme
Le groupe bouddhiste extrémiste et islamophobe Bodu Bala Sena a été menacé de poursuites pour violations des droits de l'homme après les élections de janvier 2015.

## Religions
Les bouddhistes — d'obédience theravāda — représentaient 70,2 % de la population en 2012. Cependant, la Constitution de 1972 n'a pas donné au bouddhisme le statut de religion d'État. Elle lui reconnaît une place privilégiée, mais garantit l'égalité de traitement aux autres croyances.

Répartition géographique des quatre principales religions selon le recensement de 2012
Bouddhisme
Hindouisme
Islam
Christianisme

En 2012, les hindous étaient 12,6 %, les musulmans 9,7 %, et les chrétiens — pour la plupart catholiques — 6,1 %. Les protestants descendants des colons hollandais sont désormais très peu nombreux : beaucoup ont émigré vers l'Occident. Les musulmans appartiendraient presque tous à la minorité linguistique tamoule.

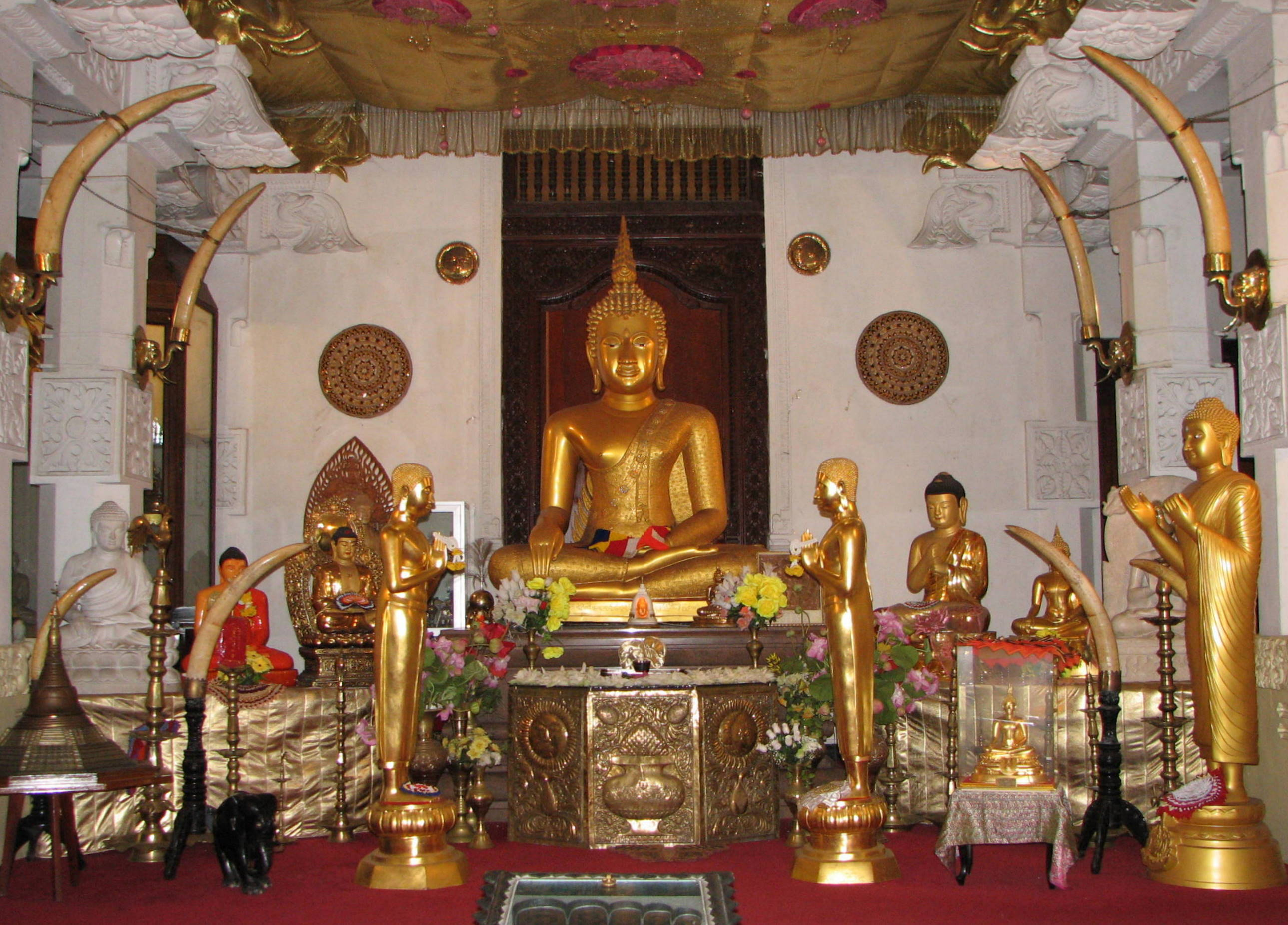
Statue de Bouddha dans le Temple de la Dent à Kandy.
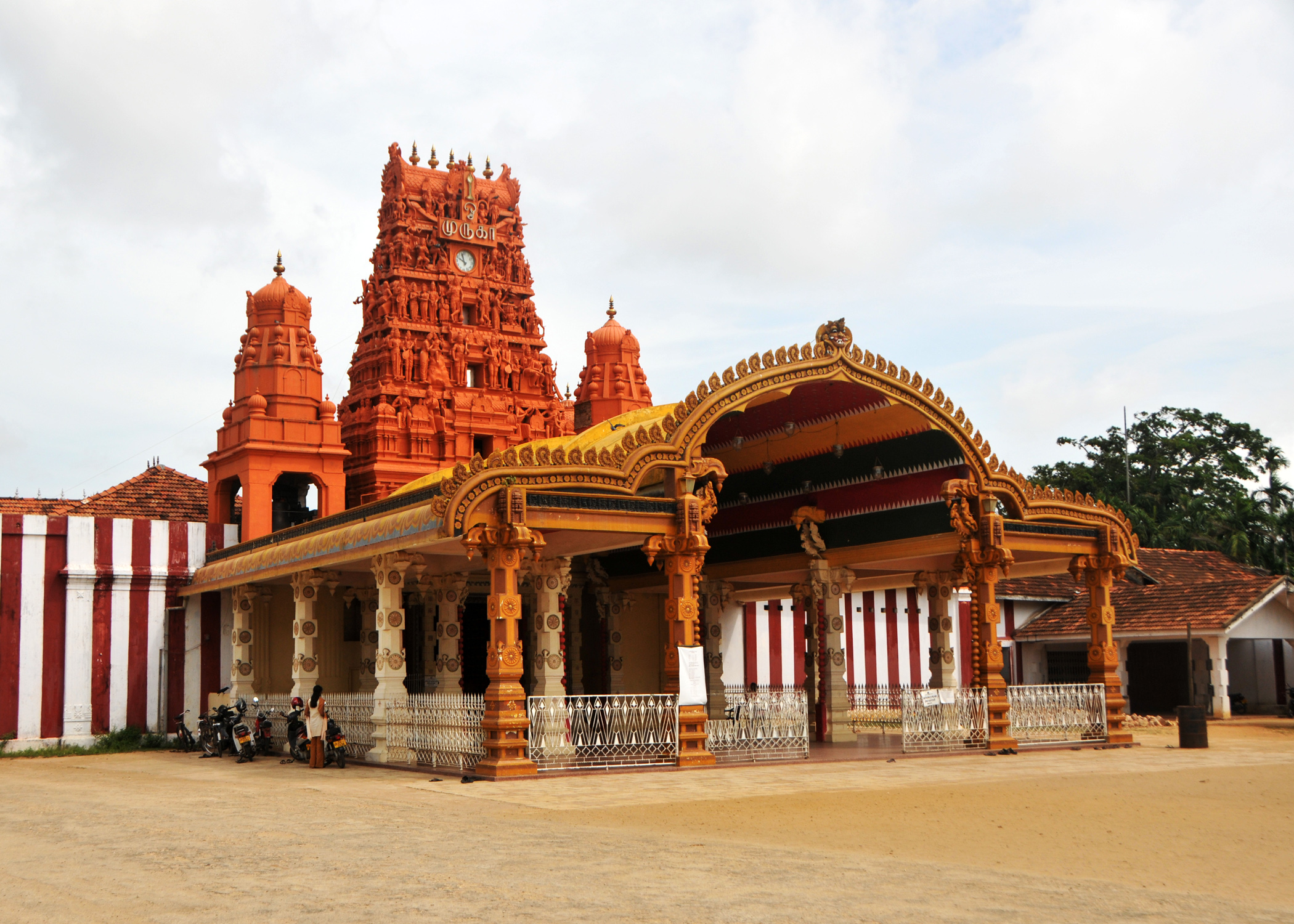
Temple hindou près de Jaffna.
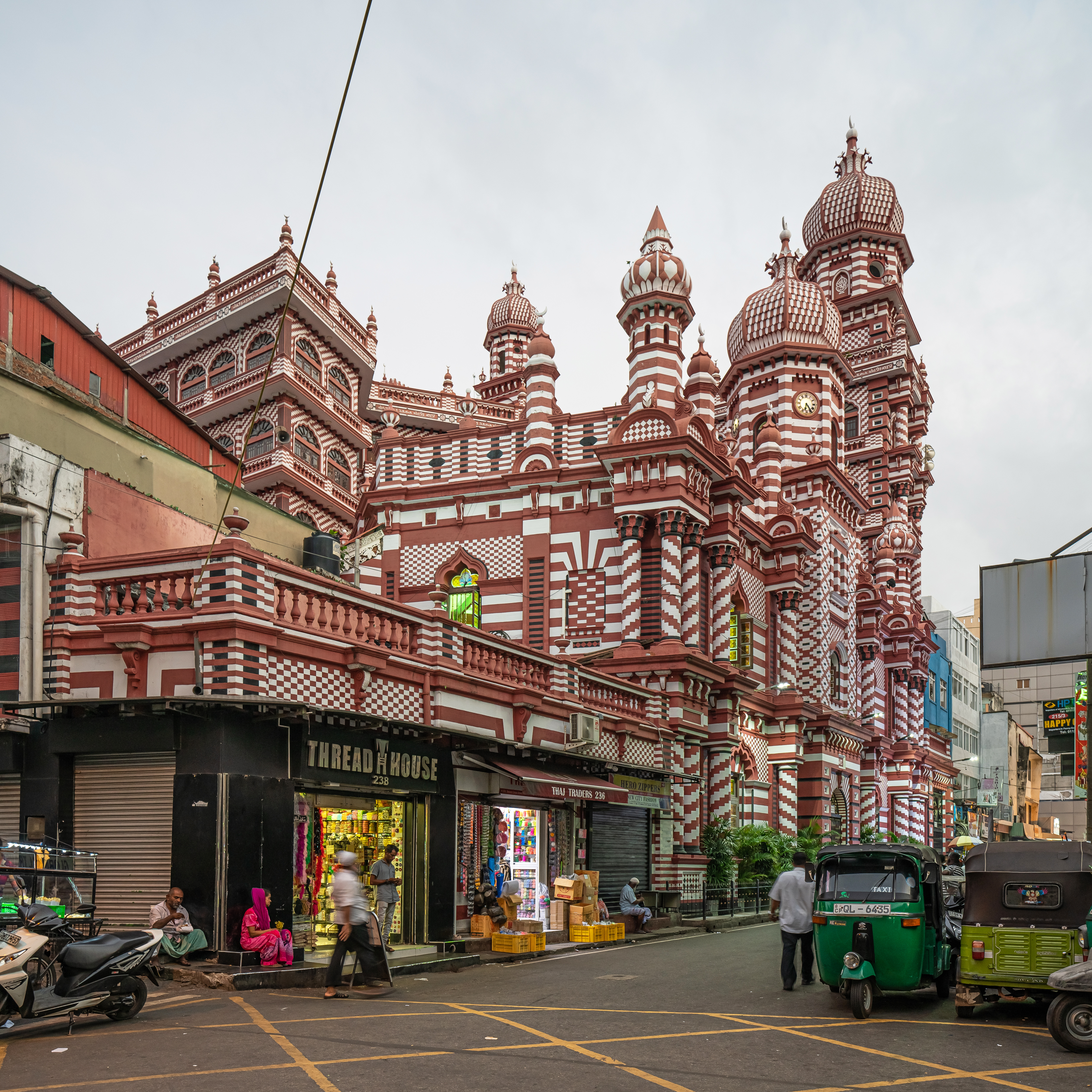
Mosquée Jami Ul Alfar Jumma à Colombo.
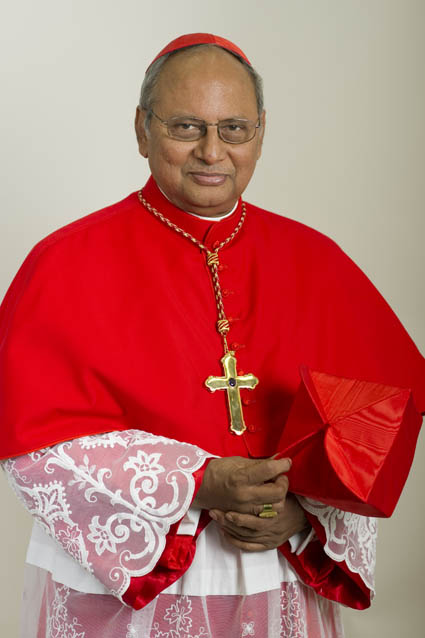
Le cardinal Ranjith, archevêque de Colombo.
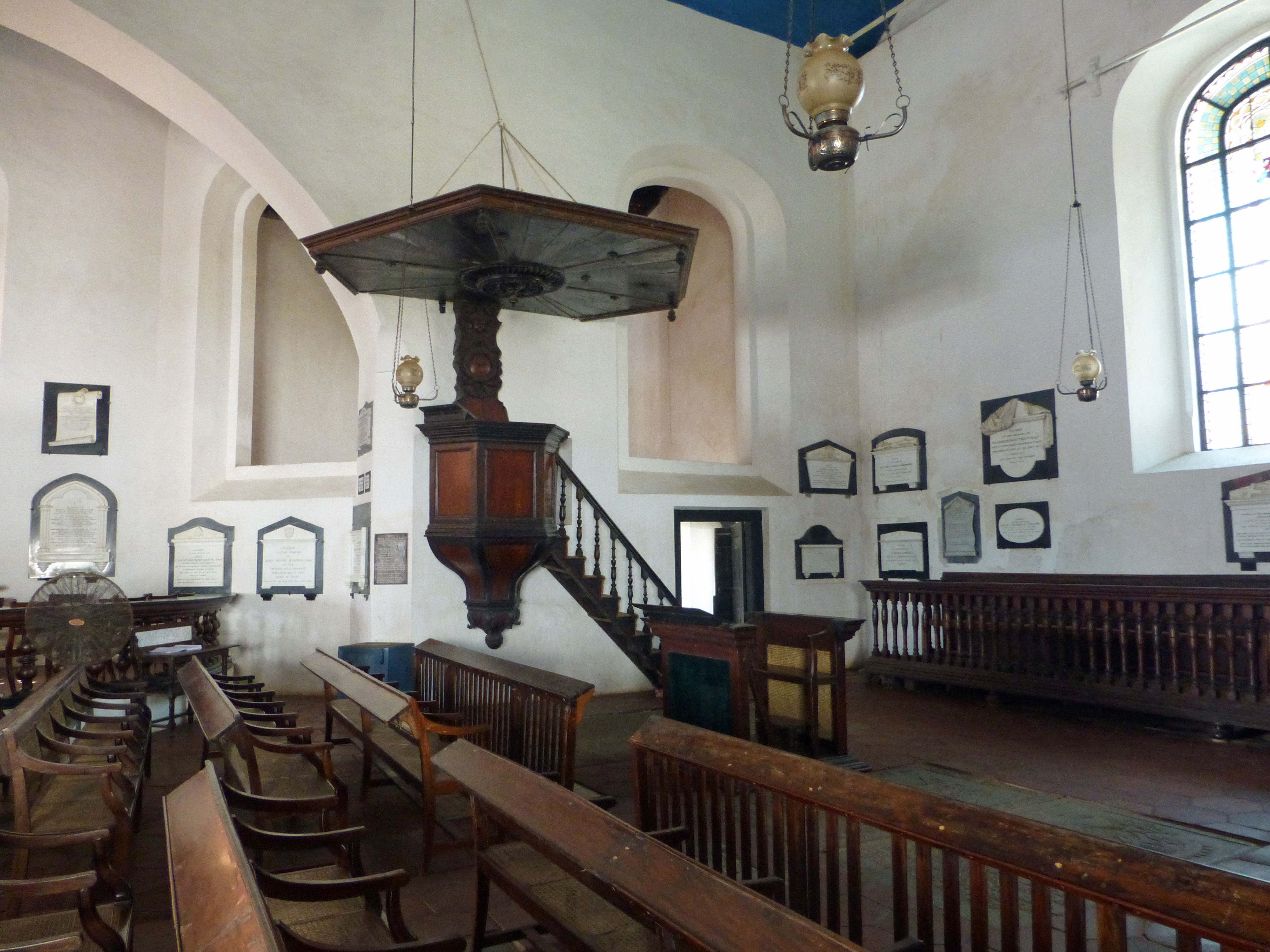
Intérieur de l'église réformée hollandaise de Galle.

Il existe des tensions entre les confessions présentes dans le pays, notamment entre des éléments radicaux de la religion majoritaire (le bouddhisme) et la communauté musulmane (entre 7 et 9 % des habitants), qu'ils accusent de chercher à étendre son influence. En 2014, des manifestations avaient fait quatre morts dans la région d'Aluthgama, sur la côte sud-ouest. Au printemps 2018, des émeutes antimusulmanes menées par des extrémistes bouddhistes poussent le président, Maithripala Sirisena, à déclarer l’état d’urgence. Une dynamique similaire a existé avec les Tigres de libération de l'Îlam tamoul, une organisation indépendantiste tamoule qui a pratiqué une politique d'épuration ethnique visant les musulmans des régions qu'elle a contrôlées entre les années 1990 et 2000. Ils ont notamment perpétré un massacre en août 1990, au cours duquel des musulmans ont été attaqués dans quatre mosquées, causant 130 morts,. 
Le 21 avril 2019, une série d'attentats contre des hôtels de luxe et des églises où était célébrée la messe de Pâques, cause la mort d'au moins 321 personnes et fait plus de 500 blessés. Le porte-parole du gouvernement Rajitha Senaratne annonce qu'un mouvement islamiste local, le National Thowheeth Jama'ath (NTJ), est à l'origine des attaques suicides.

## Langues
Langues officielles : singhalais, tamoul.
Selon le recensement de 2012, 87,0 % des Srilankais sont capables de parler le singhalais (14 670 239 locuteurs), 28,5 % le tamoul (4 807 584) et 23,8 % l'anglais (4 019 583). L'anglais est la première langue étrangère enseignée mais seulement 0,1 % de la population a l'anglais comme langue maternelle. Sans être langue officielle, il est parfois utilisé comme langue de travail par le gouvernement et est considéré comme une « langue de lien » par la Constitution srilankaise.
Un créole malais est parlé par la communauté des Malais de Sri Lanka, mais son utilisation est en déclin. Quant à la langue des Vedda, elle ne serait plus du tout en usage.
Le français, bien après l'anglais, demeure la deuxième langue étrangère enseignée et le nombre d'apprenants au primaire et au secondaire a progressé de 30 % entre 2010 et 2014.
Le néerlandais a quasiment disparu depuis le début des années 1930. Les Burghers, descendants de Néerlandais, souvent métissés, sont au nombre d'environ 39 000 en 2013, mais ils parlent souvent le singhalais, et un grand nombre de Burghers parlent anglais en seconde langue. Les Burghers qui savent parler néerlandais sont très rares de nos jours. Le portugais, jadis lui aussi langue coloniale, a totalement disparu vers 1920.

## Patrimoine culturel

### Sites archéologiques et naturels
Sites archéologiques :
- Anurâdhapura ;
- Dambulla ;
- Sigirîya ;
- Mihintale ;

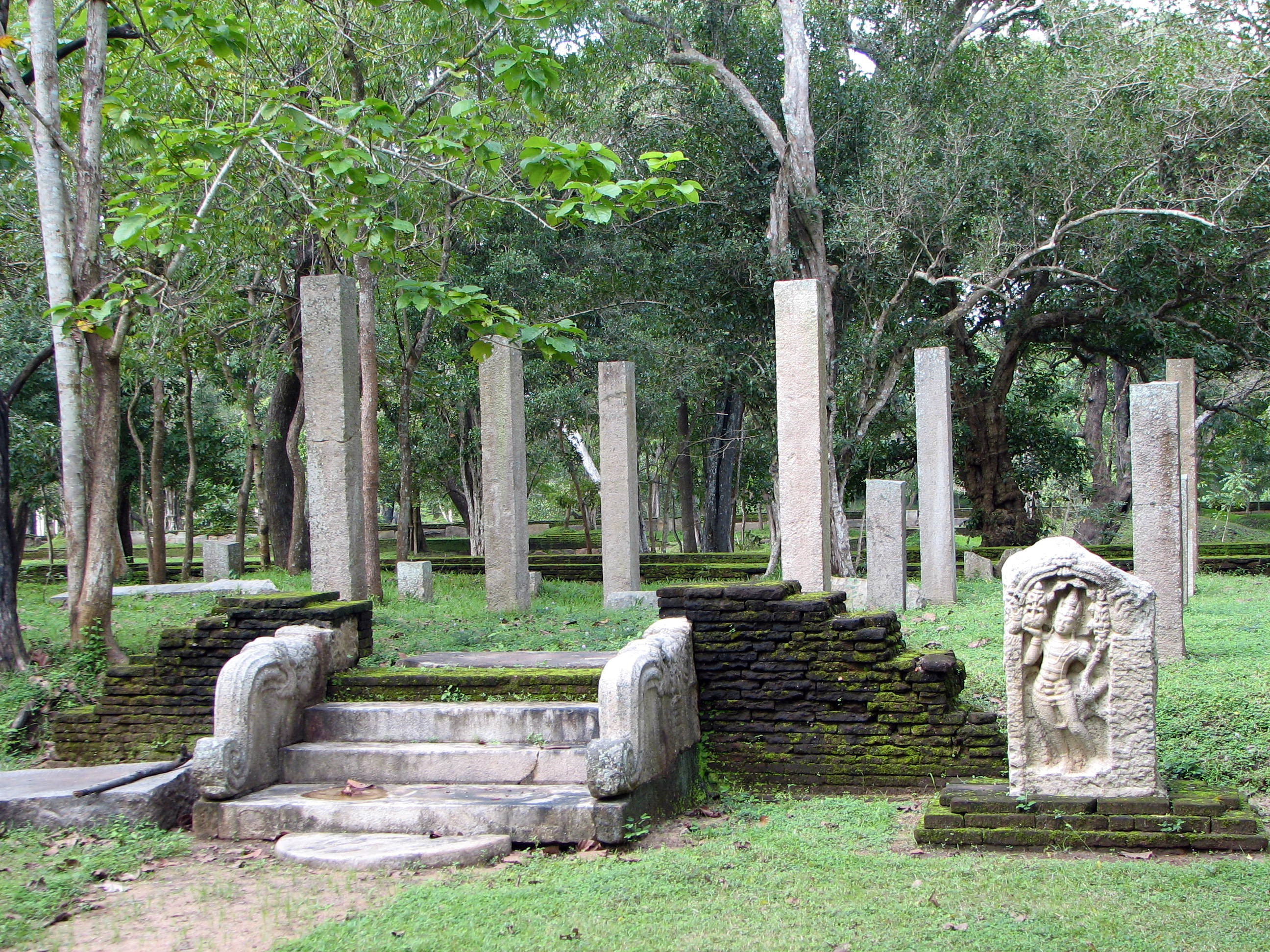
Anurâdhapura.

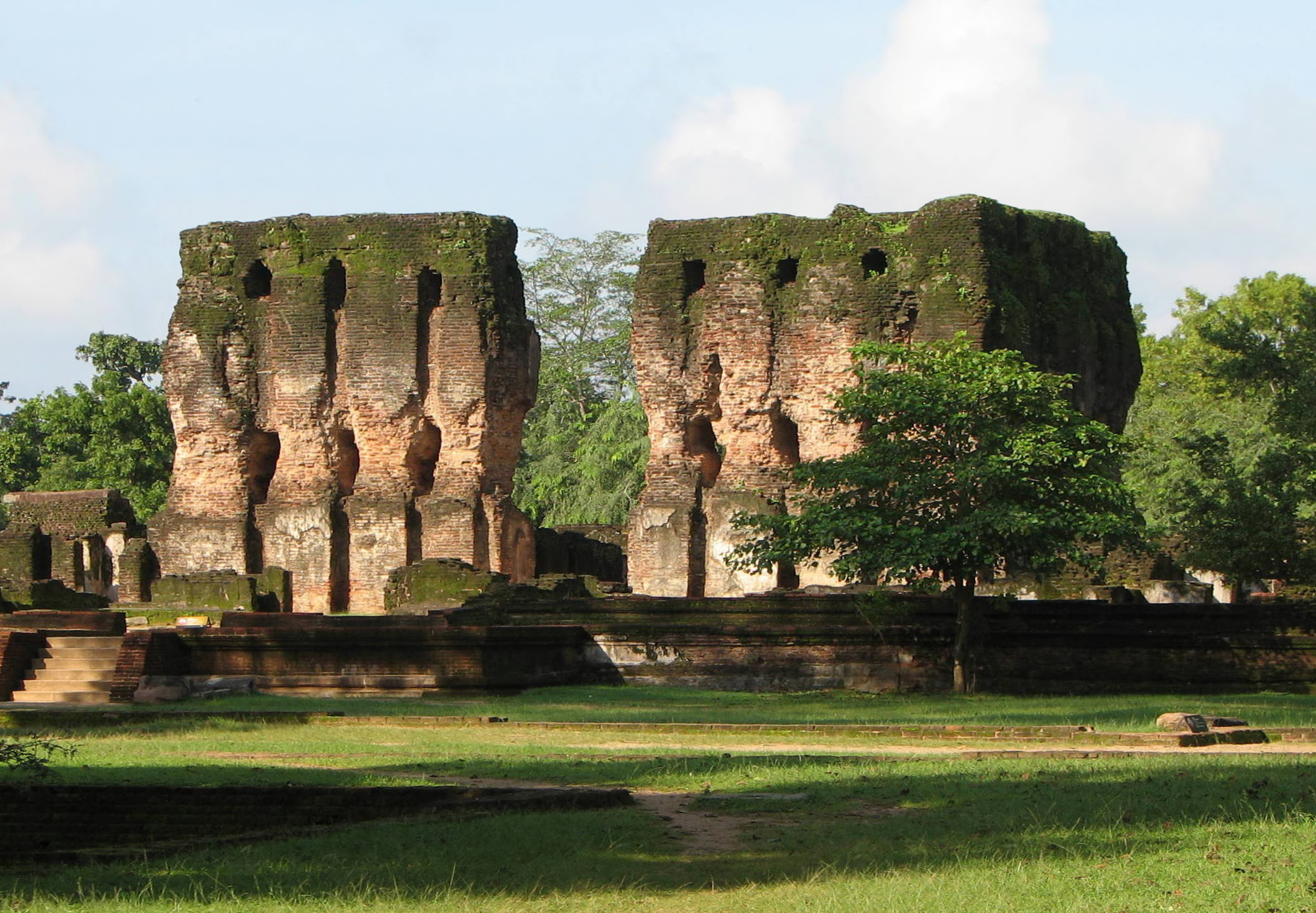
Polonnâruvâ.

- Polonnâruvâ, capitale du Sri Lanka du VIIIe au XIVe siècle.

Autres :
- Pic d'Adam ;
- Parc national de Horton Plains ;
- Réserve forestière de Sinharâja.

### Jours fériés
- 1er janvier : jour de l'année
- 14 janvier : jour de pongal
- 4 février : jour de l'Indépendance (le 4 février 1948)
- 14 avril : jour du nouvel an traditionnel
- 1er mai : jour de may day
- 21 octobre : jour de deepawali
- 25 décembre : jour de Noël
- Chaque pleine lune : Poya Day. Puisque Bouddha est né, a eu l'Illumination et est mort des jours de pleine lune. Jour dédié à la prière.

À l'époque de l'Esala Perahera, la lune de juillet-août, la relique déposée dans le Temple de la Dent parcourt les rues de Kandy où a lieu le Perahera en l'honneur d'une canine du Bouddha. Dix nuits durant, entourés de baladins, musiciens et danseurs, des éléphants escortent la relique dans les rues de la ville. Le soir de la pleine lune, la fête atteint son apogée. Jusqu'à cent éléphants défilent ensemble dont beaucoup sont « ornés ».

### Discographie
- Sri Lanka : musiques rituelles et religieuses (Herman C. Vuylsteke, collecteur), Radio-France, Paris ; Harmonia mundi, Arles, 1992, CD (51 min 08 s) + brochure (16 p.).
- Sri Lanka : maîtres-tambours guérisseurs (François Jouffa, collecteur), Buda Musique, Paris, Universal (distrib.), 2004, 2 CD (1 h 14 min 12 s, 1 h 14 min 14 s) + 1 brochure.
- Les maîtres de Sri Lanka : enregistrement sonore in situ, (François Jouffa, collecteur), Frémeaux & associés, Vincennes, Nocturne, 2007, CD (1 h 04 min 07 s) + 1 brochure (16 p.).

### Filmographie
- Ceylan et les Maldives (ou Sri Lanka, l'île resplendissante), film documentaire de Jacques Santou, Civilisations du monde, Paris, ADAV (distrib.), 200X (1993) 49 min (DVD).
- Sri Lanka : de bon augure, film documentaire de Marc Mopty, L'Harmattan Vidéo, Paris ; Zarafa Films, Pantin (distrib.), 2006 (2003), 52 min (DVD).